# Lagrange (Landy)
Lagrange – miejscowość i gmina we Francji, w regionie Nowa Akwitania, w departamencie Landy.
Według danych na rok 1990 gminę zamieszkiwało 171 osób, a gęstość zaludnienia wynosiła 8 osób/km² (wśród 2290 gmin Akwitanii Lagrange plasuje się na 1006. miejscu pod względem liczby ludności, natomiast pod względem powierzchni na miejscu 482.).